# Will Rogers

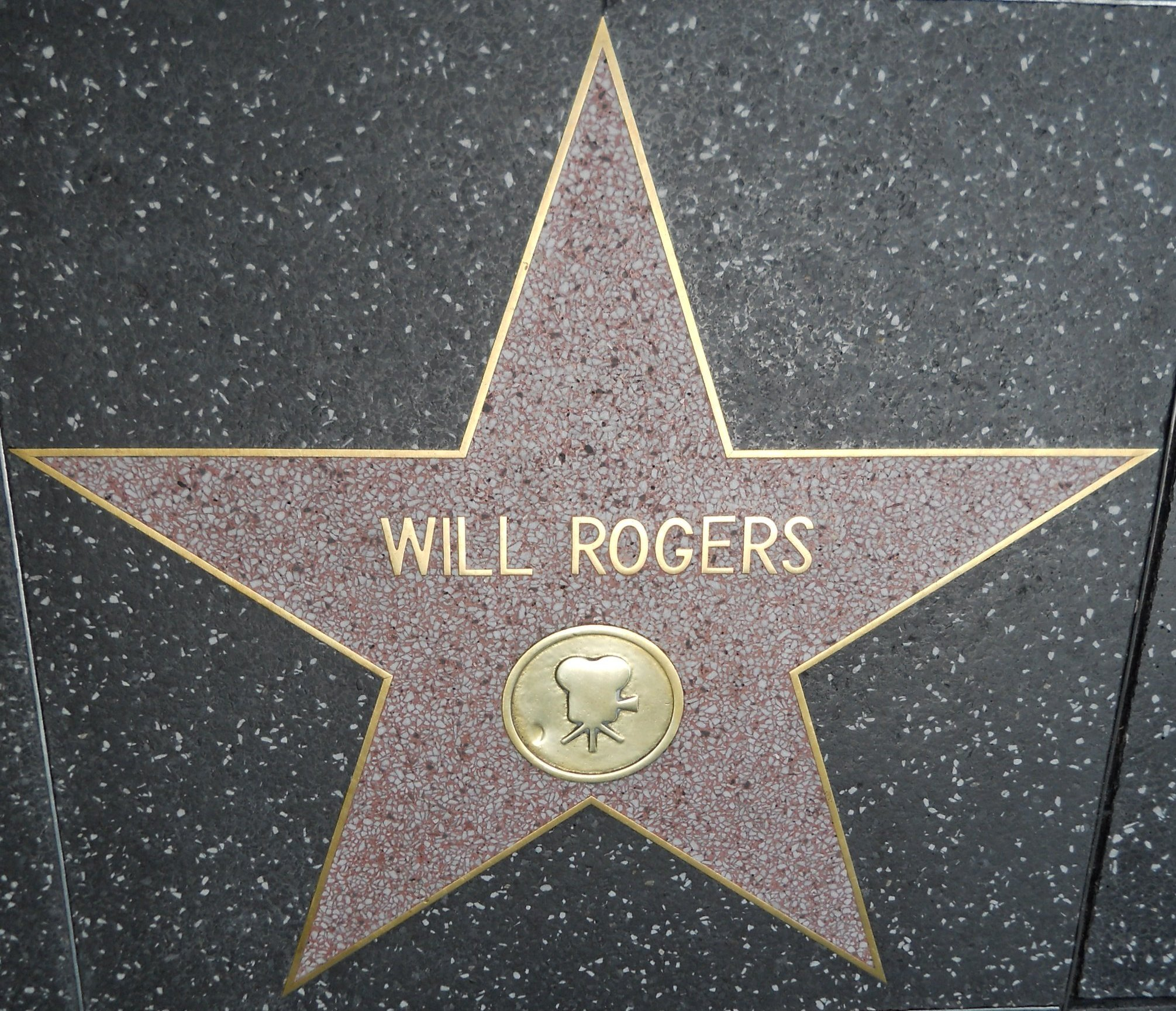
Steaua lui Will Rogers pe Bulevardul Hollywood Walk of Fame

William Penn Adair „Will“ Rogers (n. 4 noiembrie 1879, Oologah⁠(d), Oklahoma, SUA – d. 15 august 1935, Point Barrow⁠(d), Alaska, SUA) a fost un actor american de teatru și de film, autor, umorist, jurnalist și cowboy. De la sfârșitul anilor 1910 până la moartea sa, Will Rogers a fost unul din cei mai aclamați, iubiți și totodată cei mai bine plătiți animatori. Prin aparițiile sale pe scenă, la radio și în filme, cât și prin articolele sale din ziare, a reușit să acopere un mare domeniu al culturii cu care a acaparat admirația unui public deosebit de numeros.

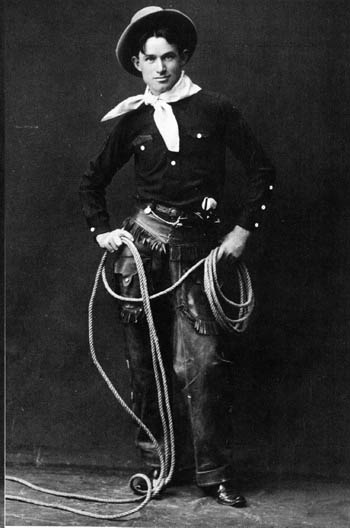
Tânărul Will Rogers (înainte de 1900)

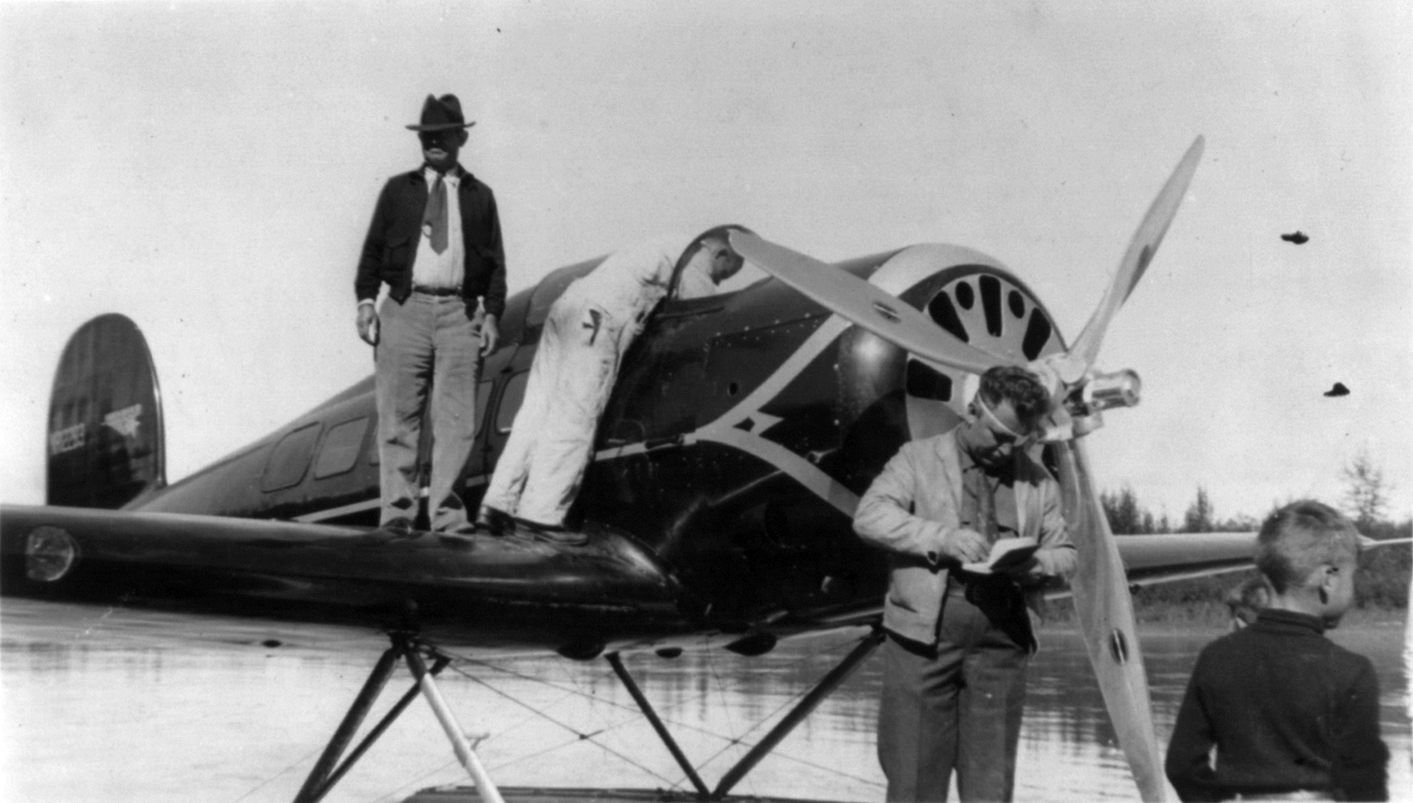
Rogers stând pe aripa unui hidroavion, împreună cu Wiley Post (în fața elicei), august 1935

## Biografie
Will Rogers sa născut în 1879 în Oklahoma, fiind cel mai mic dintre cei opt copii ai senatorului și judecătorului Clement Vann Rogers (1839–1911) și ai soției sale Mary America Schrimsher (1838–1890), amândoi părinții având strămoși Cherokee. Împotriva voinței tatălui său, Rogers a intrat devreme în viața spectacolelor, fiind deosebit de fascinat de rancho și de cai. În Argentina i-a eșuat încercarea de a înființa un rancho împreună cu un prieten, după care locuit un timp în Africa de Sud. După întoarcerea sa în America, Rogers s-a angajat din 1902 ca artist mânuitor de lasou și călăreț în „Texas Jack's Wild West Circus“. De această trupă s-a despărțit însă destul de repede ca să plece cu „Wirth Brothers' Circus“ în turneu în Australia, Noua Zeelandă, SUA, Canada și Europa. Din 1905 a lucrat într-un Vodevil New Yorkez, iar în 1907 a avut debutul în teatru cu musicalul The Girl Rangers. Rogers a devenit cunoscut și prin deosebita sa măiestrie în mânuirea într-un stil artistic al lasoului (Roping și Fancy Trick Roping). A intrat în 1916 în Florenz Ziegfelds Follies-Show, prin care a ajuns pe culmile carierei sale.

## Filmografie

### Filme mute
- Laughing Bill Hyde (1918)
- Almost A Husband (1919)
- Jubilo (1919)
- Water, Water Everywhere (1919)
- The Strange Boarder (1920)
- Jes' Call Me Jim (1920)
- Cupid The Cowpuncher (1920)
- Honest Hutch (1920)
- Guile Of Women (1920)
- Boys Will Be Boys (1921)
- An Unwilling Hero (1921)
- Doubling For Romeo (1921)
- A Poor Relation (1921)
- The Illiterate Digest (1920)
- One Glorious Day (1922)
- The Headless Horseman (1922)
- The Ropin' Fool (1922)
- Fruits Of Faith (1922)
- One Day in 365 (1922) (unreleased)
- Hollywood (1923) cameo
- Hustling Hank (1923)
- Two Wagons Both Covered (1923)
- Jus' Passin' Through (1923)
- Uncensored Movies (1923)
- The Cake Eater (1924)
- The Cowboy Sheik (1924)
- Big Moments From Little Pictures (1924)
- High Brow Stuff (1924)
- Going to Congress (1924)
- Don't Park There (1924)
- Jubilo, Jr. (1924) (part of the Our Gang series)
- Our Congressman (1924)
- A Truthful Liar (1924)
- Gee Whiz Genevieve (1924)
- Tip Toes (1927)
- A Texas Steer (1927)

Documentare de călătorie
- In Dublin (1927)
- In Paris (1927)
- Hiking Through Holland (1927)
- Roaming The Emerald Isle (1927)
- Through Switzerland And Bavaria (1927)
- In London (1927)
- Hunting For Germans In Berlin (1927)
- Prowling Around France (1927)
- Winging Round Europe (1927)
- Exploring England (1927)
- Reeling Down The Rhine (1927)
- Over The Bounding Blue (1928)

### Filme sonor
- They Had to See Paris (1929)
- Happy Days (1929)
- So This Is London (1930)
- Lightnin' (1930)
- Young as You Feel (1930)
- Ambassador Bill (1930)
- A Connecticut Yankee (1931)
- Down to Earth (1932)
- Too Busy to Work (1932)
- Business and Pleasure (1932)
- State Fair (1933)
- Doctor Bull (1933)
- Mr. Skitch (1933)
- David Harum (1934)
- Handy Andy (1934)
- Judge Priest (1934)
- The County Chairman (1935)
- Life Begins at 40 (1935)
- Doubting Thomas (1935)
- Steamboat Round the Bend (1935)
- In Old Kentucky (1935)